# Cyrtodiopsis
Cyrtodiopsis är ett släkte av tvåvingar. Cyrtodiopsis ingår i familjen Diopsidae.
Kladogram enligt Catalogue of Life:
| Cyrtodiopsis | \| \| Cyrtodiopsis concava \| \| \| \| \| \| Cyrtodiopsis plauta \| \| \| \| |
|              | \| \| Cyrtodiopsis concava \| \| \| \| \| \| Cyrtodiopsis plauta \| \| \| \| |
|              | Centrioncus                                                                  |
|              |                                                                              |
|              | Cladodiopsis                                                                 |
|              |                                                                              |
|              | Diasemopsis                                                                  |
|              |                                                                              |
|              | Diopsina                                                                     |
|              |                                                                              |
|              | Diopsis                                                                      |
|              |                                                                              |
|              | Eosiopsis                                                                    |
|              |                                                                              |
|              | Eurydiopsis                                                                  |
|              |                                                                              |
|              | Pseudodiopsis                                                                |
|              |                                                                              |
|              | Sphyracephala                                                                |
|              |                                                                              |
|              | Teleopsis                                                                    |
|              |                                                                              |
|              | Teloglabrus                                                                  |
|              |                                                                              |
|              | Cyrtodiopsis concava                                                         |
|              |                                                                              |
|              | Cyrtodiopsis plauta                                                          |
|              |                                                                              |

|  | Cyrtodiopsis concava |
|  |                      |
|  | Cyrtodiopsis plauta  |
|  |                      |